# خارن‌ورد
خارن‌ورد (به هلندی: Garnwerd) یک منطقهٔ مسکونی در هلند است که در وینسوم واقع شده‌است. خارن‌ورد ۳۲۰ نفر جمعیت دارد.